# Relació antisimètrica
A la matemàtica, una relació binària R d'un conjunt X és antisimètrica si no hi ha cap parell d'elements diferents de X que estiguin relacionats per R simètricament en els dos sentits. És a dir, quan per a tot a, b de X:
Si aRb i bRa es compleixen, llavors a = b.
o, de forma equivalent,
Si a ≠ b i es compleix aRb, llavors no es compleix bRa.
És important fixar-se que la definició de l'antisimetria no diu res de si s'ha de complir que aRa, és a dir, de la reflexivitat de la relació.
L'antisimetria també és diferent de l'asimetria, que requereix antisimetria i irreflexivitat. Per tant, tota relació asimètrica és antisimètrica però la implicació contrària és falsa.

## Exemples
- La relació de divisibilitat en els nombres naturals és un exemple important de relació antisimètrica. En aquest context, l'antisimetria diu que l'única manera per la qual dos naturals poden ser divisibles l'un per l'altre és si són el mateix nombre.

- L'ordre habitual ≤ dels nombres reals és antisimètrica: Si dos nombres reals x, y satisfan les dues desigualtats x ≤ y i y ≤ x llavors x i y han de ser iguals.
- La inclusió (matemàtiques) ⊆ entre subconjunts d'un conjunt donat X és antisimètrica: Donats dos conjunts A i B, si tots els elements de A formen part de B i alhora tots els elements de B estan dins de A, llavors A i B han de tenir exactament els mateixos elements i, per tant, ésser iguals (axioma d'extensionalitat).

{\displaystyle A\subseteq B\land B\subseteq A\Rightarrow A=B}
- De fet, tota relació d'ordre és antisimètrica per definició.
- Hi ha relacions que són alhora simètriques i antisimètriques com ara la igualtat.
- També hi ha relacions que no són ni simètriques ni antisimètriques com ara la relació de depredador entre espècies biològiques.